# 撣邦遊鰾條鰍
撣邦遊鰾條鰍（學名：Physoschistura shanensis），為輻鰭魚綱鯉形目條鰍科遊鰾條鰍屬的其中一種。分布於亞洲緬甸撣邦茵萊湖流域，體長可達5.2公分，棲息在湖泊底層水域，生活習性不明。可做為觀賞魚，飼養時水族箱應該有良好的流速和充氧水，提供成堆的大鵝卵石或石板來創造藏身之處，水族箱底座的其餘部分應具有光滑的圓形鵝卵石和沙子或細粒礫石，並具有相當明亮的照明。

## 扩展阅读
維基物種上的相關：撣邦遊鰾條鰍